# Oleg Frelich
Oleg Frelich (russisk: Олег Николаевич Фре́лих) (født 24. marts 1887 i Moskva i det Russiske Kejserrige, død 6. september 1953 i Moskva i Sovjetunionen) var en sovjetisk filminstruktør og skuespiller.

## Filmografi
- Prostitueret (Проститутка, 1926)[1][2]